# 発煙硝酸
発煙硝酸（はつえんしょうさん、White Fuming Nitric Acid, WFNA）とは、化学などで使われる酸の一種で、濃硝酸に気体の二酸化窒素を吹き込んだもの。空気中に置くと、赤褐色、赤色または白色の煙が発生するため、その名がある。赤色の煙は二酸化窒素の色である。
硝酸よりもさらに酸化力が強い。また、ニトロ化反応の試薬として、単独、または硫酸や発煙硫酸との混酸が用いられる。特に、電子密度がそれほど高くない基質に対して、発煙硫酸との組み合わせが用いられる。
酸化剤または推進剤として、ロケット燃料に用いられる。そのときは、一定 (13%) 以上の二酸化窒素を含むものを赤煙硝酸 (red fuming nitric acid)、少量 (0.5%以下)のものを white fuming nitric acid と呼ぶ。
発煙硝酸は初期のロケットで酸化剤として使用されていたが、1960年代までに赤煙硝酸にとって代わられた。酸化剤として使用される場合、タンクの内壁を保護するために抑制剤としてフッ化水素を加えた抑制発煙硝酸(Inhibited WFNA, IWFNA)として用いられる。